# 古斯塔夫·舍费尔
古斯塔夫·舍费尔（德語：Gustav Schäfer，1906年9月22日—1991年12月12日），德国前男子赛艇运动员。他曾代表德国参加1936年夏季奥林匹克运动会赛艇比赛，获得男子单人双桨金牌。